# Talhão

O talhão (Corniger spinosus) é uma espécie de peixe teleósteo bericiforme, da família dos holocentrídeos que habita o oceano Atlântico. Tais peixes chegam a medir até 20 cm de comprimento, contando com o dorso avermelhado. Também são conhecidos pelos nomes populares de mariquita-vovó e olho-de-vidro.